# Feliks Bernatowicz

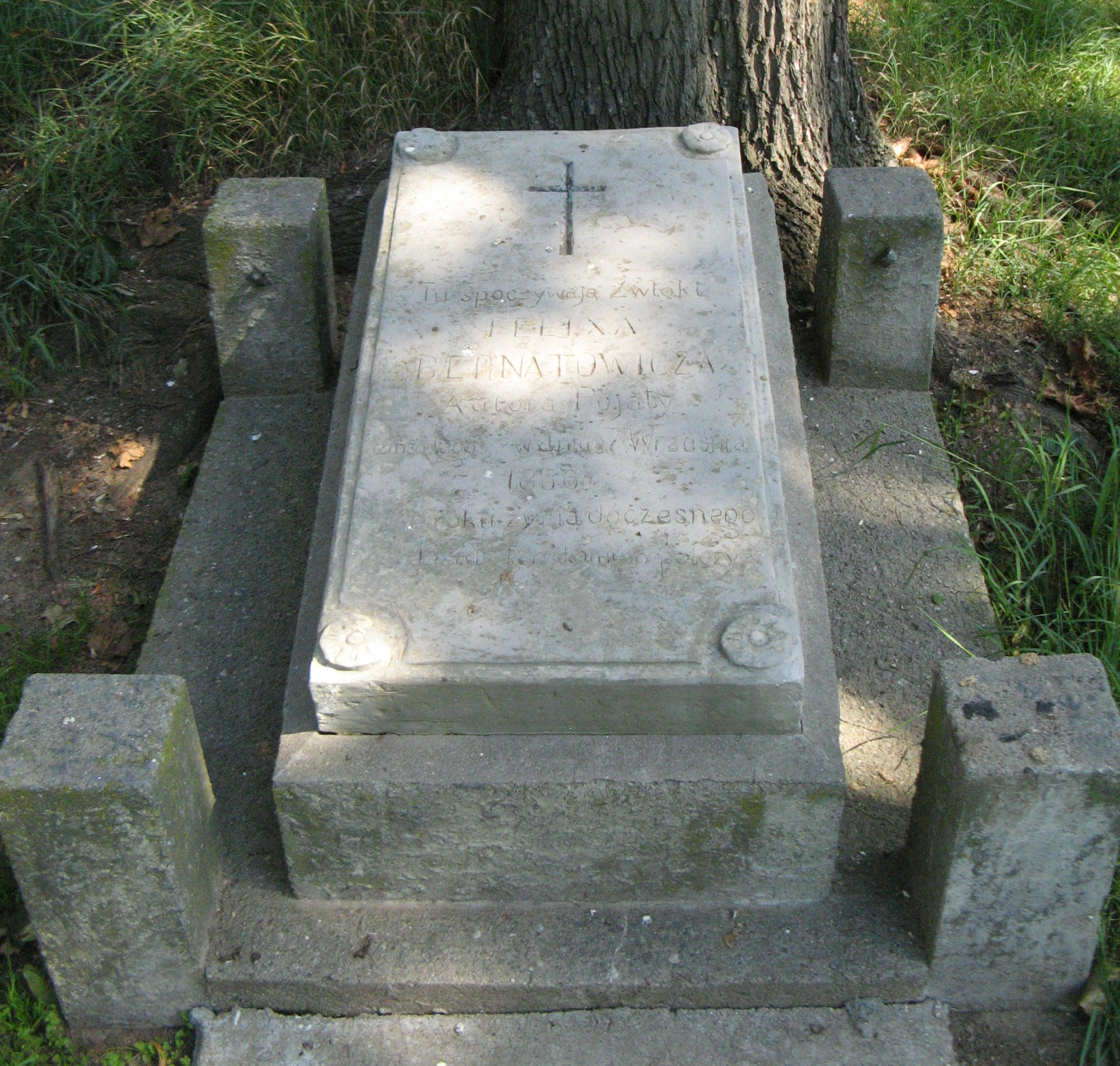
Grób Feliksa Bernatowicza na cmentarzu Katedralnym w Łomży

Feliks Aleksander Geysztowt Bernatowicz właściwe nazwisko: Bern, pseud. i krypt.: Autor "Pojaty", F. B., (ur. 18 maja 1786 w Kownie, zm. 7 września 1836 w Łomży) – polski powieściopisarz romantyczny i komediopisarz. 

## Życiorys
Urodził się w Kownie jako syn Jakuba, rotmistrza województwa trockiego, i Wiktorii z Baranowiczów. Dzieciństwo spędził w Opuszatej (powiat mariampolski), a pierwsze nauki pobierał w Wilnie. Po śmierci swego ojca został wysłany przez stryja Tomasza (stolnika witebskiego) do Liceum Krzemienieckiego. Nieco później dostał się na dwór Czartoryskich w Sieniawie jako sekretarz księcia generała ziem podolskich. Na jego zlecenie odbywał liczne podróże, zwiedzając m.in. Wiedeń, Monachium i Drezno. Po śmierci Adama Kazimierza Czartoryskiego (1823), przeprowadził się wraz z dworem Czartoryskich do Puław, gdzie pełnił funkcję  bibliotekarza. W związku prowadzonymi przez siebie amatorskimi badaniami etnograficznymi odwiedził Litwę. Skutkiem tego był największy sukces autorski Bernatowicza – powieść Pojata, córka Lezdejki, ukazująca beletrystycznie dwa dziejowe wydarzenia: chrzest Litwy i połączenie obydwu państw pod wspólną koroną.
W roku 1831 przybył do Warszawy, a rok później (1832) objął redakcję rządowego "Dziennika Powszechnego". W roku 1833 wyjechał ponownie do Drezna, skąd po krótkim pobycie wyruszył do Paryża. W drodze powrotnej zawitał na krótko do Poznania. W roku 1834 powrócił do Warszawy. Kilka miesięcy później (1835) popadł w obłęd.
Zmarł i został pochowany w Łomży. Jego wnukiem był lekarz wojskowy gen. Aleksander Bernatowicz (1855–1920).

## Twórczość
Pierwszą powieścią Bernatowicza były Nierozsądne śluby. Listy dwojga kochanków na brzegach Wisły wydane w 1820 w formie powieści historycznej w listach, dziejącej się w XVI w. Powieść nawiązywała do Cierpień młodego Wertera autorstwa Johanna Wolfganga Goethego. Mimo historycznego kostiumu traktowana była jako utwór w dużym stopniu autobiograficzny. Nierozsądne śluby zostały napisane stylem dość prostym i naturalnym, bez nadmiernej ilości figur retorycznych, charakterystycznych dla epoki.
W okresie Królestwa Kongresowego nastąpił rozwój polskiej powieści historycznej. Bernatowicz był jednym z współtwórców tego nurtu, pisząc m.in. powieści Pojata, córka Lizdejki, czyli Litwini w XIV wieku (1826) oraz Nałęcz. Romans z dziejów polskich (1828).

### Najważniejsze utwory
- Rozległość. Komedia w 2 aktach, napisana dla teatru sieniawskiego... w listopadzie 1817, rękopis: Biblioteka Czartoryskich, sygn. 2458/2, (podpisana krypt.: F. B.)
- Bezżeniec w kłopotach. Komedia w 3 aktach, wyst. Lwów(?) około roku 1818
- Nierozsądne śluby. Listy dwojga kochanków na brzegach Wisły mieszkających, przez F. B. zebrane, napisane w 2 tomach, Warszawa 1820, (powieść sentymentalna)
- Pojata, córka Lezdejki, albo Litwini w XIV wieku. Romans historyczny[4], fragmenty ogł.: Kurier Warszawski 1826, nr 36; Rozmaitości (Lwów) 1826, nr 10; całość wyd. osobno t. 1-4, Warszawa 1826; wyd. następne: "nowe poprawne" Puławy 1829; wyd. 3 Wilno 1839; wyd. 4 Wilno 1846; Lwów 1877; Poznań 1877; t. 1-2, Tarnów 1881, Biblioteka Uniwersalna Arcydzieł Polskich i Obcych, zeszyt 8-9; Gazeta Polska (Chicago) 1884 i odb. Chicago 1885; t. 1-4 z przedmową T. Jeske-Choińskiego, Warszawa 1898, Biblioteka Dzieł Wyborowych nr 26-29; wyd. skrócone, skrócił Nagroda (N. Rouba), Wilno 1900; Poznań 1904; Rodzina (Kraków-Mikołów) 1907 i odb. Mikołów (1908?), Wyd. Dzieł Lud. K. Miarki; wyd. skrócone Mińsk 1908; Rola (Kraków) 1910, nr 1-47; Przyjaciel (Wilno) 1910; Złoczów 1911, Biblioteka Powszechna, t. 822-831; Przegląd Ilustrowany (Kraków) 1914; Nowy Świat (Nowy Jork) 1924; Poznań (1928); Ogniwa (Nowy Jork) 1958-1959
  - przeróbki: E. Deryng Pojata, córka Lezdejki, czyli Wilno w XIV w. Dramat... w 3 odsłonach z prologiem i muzyką, Wilno 1854 – S. Helman Pojata, córka Lezdejki, albo Litwini w XIV wieku – J. T. Trojdan, ofiarnik Znicza, czyli połączenie Litwy z Polską. Dramat w 5 oddziałach, rękopis: Ossolineum, sygn. 11405/II
  - przekł. angielski: według wzmianki G. Korbuta
  - przekł. francuski: A. G. P. F. Letourneur Pojata ou la Lithuanie au XIVe siècle. Imité du polonais, t. 1-2, Paryż 1833 (2 edycje)
  - przekł. niemiecki: P. H. W. Schnasse Pojata, die Tochter Lezdeiko's, oder die Lithauer im vierzehnten Jahrhundert, t. 1-4, Lipsk 1834
  - przekł. rosyjski: P. Gajewski, 1832, (informacja Estreicher)
- Nałęcz. Romans z dziejów polskich, t. 1-3, Warszawa 1828[5], wyd. następne: Lwów 1848; Lwów 1877; Tarnów 1890; Goniec i Iskra (Lwów) 1898, nr 1-24, (przekł. niemiecki: P. H. W. Schnasse Nalencz. Ein Roman aus der polnischen Geschichte, t. 1-2, Lipsk 1834)
- "Adam na Klewaniu i Żukowie książę Czartoryski, generał ziem podolskich", Pamiętnik Warszawski Umiejętności Moralnych i Literatury 1830, t. 2, s. 300-308; także wyd. F. K. Prek Wizerunki znakomitych ludzi w Polszcze z dołączeniem krótkiego każdej osoby żywota, zeszyt 2, Kraków 1830
- Powódź ([6] powiastka realistyczna), Noworocznik polskiej płci pięknej poświęcony 1833; wyd. następne: zob. Powieści z podań...; Lwowianin 1839, zeszyt 2 – 1840, zeszyt 3; Kalendarz Poznański na r. 1878, Poznań 1877, s. 103-157; wyd. osobne: Kraków 1900; na podstawie pierwodruku wyd. W. Kubacki w aneksie do: "Twórczość F. Bernatowicza", Wrocław 1964, PAN Oddział w Krakowie Prace Komisji Historyczno-Literackiej nr 12
- Reginka z Sieciechowa[7], wydano zob. Powieści z podań...; wyd. następne: wyd. F. S. Dmochowski Czytelnia najnowszych powieści rozmaitego rodzaju i przedmiotu, t. 7, Warszawa 1834; wyd. osobne: Warszawa 1908; Naród Polski (Chicago) 1909, nr 27-29
- Powieści z podań ludu i obyczajów krajowych, Warszawa 1834; wyd. następne: Poznań 1878, (zawartość: Powódź i Reginka z Sieciechowa)
- Szczęście z przypadku, niewydane, (powiastka)
- Madonna albo niemy zakochany, t. 1-3, nieukończone i niewydane
- Opisanie przygód z buldogiem, niewydane
- Skargi i użalenia na niejakiego pana K., niewydane
- Historia literatury polskiej, niewydane
- Władysław III Warneńczyk. Powieść, nieukończona, (informacja: Kurier Polski 1830, nr: 46, 126)
- Halszka z Ostroga. Tragedia, nieukończona, (informacja: Kurier Polski 1830, nr: 46, 126)
- drobne utwory ogł. w czasopismach: Pamiętnik Warszawski Umiejętności Moralnych i Literatury (1830), Dziennik Powszechny (red. 1832).

## Listy
- Do J. Węckiego z 29 lipca 1814; do i od J. Zawadzkiego z lat 1815-1817, wyd. T. Turkowski Materiały do dziejów literatury i oświaty na Litwie i Rusi, t. 1, Wilno 1935, s. 111-134
- List z Puław z 4 czerwca 1823, rękopis: Ossolineum, sygn. 535/III
- Do J. Lelewela z roku 1829, rękopis: Biblioteka Jagiellońska, sygn. 4435
- Do I. Czartoryskiej, rękopis: Biblioteka Czartoryskich, sygn.: Ew. 624 (Archiwum Domowe nr 56)
- Do przyjaciela, fragmenty wyd. K. Kotowski, Biblioteka Warszawska 1860, t. 2, s. 22-23
- Do F. Ksawerego Preka, rękopis: Ossolineum, sygn. 897/II, (rękopis wymienia K. Kotowski Biblioteka Warszawska 1860, t. 2, s. 26-27).